# Mesnil-la-Comtesse
Mesnil-la-Comtesse é uma comuna francesa na região administrativa de Grande Leste, no departamento de Aube. Estende-se por uma área de 0,9 km². Em 2010 a comuna tinha 45 habitantes (densidade: 50 hab./km²).